# Еглинишки
Еглинишки (пол. Jegliniszki) — деревня в Сувалкском повете Подляского воеводства Польши. Входит в состав гмины Вижайны. По данным переписи 2011 года, в деревне проживало 26 человек.

## География
Деревня расположена на северо-востоке Польши, к югу от озера Еглинишки, на расстоянии приблизительно 23 километров к северо-северо-западу (NNW) от города Сувалки, административного центра повета. Абсолютная высота — 244 метра над уровнем моря.

## История
В конце XVIII века Вижайны входили в состав Гродненского повета Трокского воеводства Великого княжества Литовского.
В 1888 году в деревне Еглинишки проживало 100 человек. В этноконфессиональном отношении всё население деревни состояло из мазуров, исповедующих католицизм и лютеранство. В административном отношении деревня входила в состав гмины Вижайны Сувалкского уезда Сувалкской губернии.
В период с 1975 по 1998 годы населённый пункт являлся частью Сувалкского воеводства.